# Ruesnes

Ruesnes este o comună în departamentul Nord, Franța. În 1 ianuarie 2022 avea o populație de 452 de locuitori.